# Center-South Airlines
Center-South Airlines (Russisch: Центр-Юг, Tsentr-Jug) was een Russische luchtvaartmaatschappij met haar thuisbasis in Belgorod.

## Geschiedenis
Center-South Airlines is opgericht in 1993 en opgeheven op 1 oktober 2015.

## Vloot
De vloot van Center-South Airlines bestaat uit:(nov 2006)
- 2 Yakolev Yak-40()